# 本·豪列特
本·豪列特（英語：Ben Howlett；1986年8月21日—）是一位英國保守黨政治人物。他在2015年英國大選中當選，成為巴斯選區的國會議員，但兩年後尋求連任失敗。他也是一位已經出櫃的同性戀者。